# Ринотрахеїт котів
Ринотрахеїт котів — гостра хвороба, що характеризується ураженням очей та органів дихання. Хворіють всі породи кішок, незалежно від віку. Захворюваність досягає 50 %, смертність 5-20 %. Тварина набуває імунітет після хвороби.

## Збудник
Збудником є вірус ринотрахеїту кішок (Feline alphaherpesvirus 1) розміром 151-225 нм із сімейства герпесвірусів, який зберігається при температурі 60-70 °С і pH 6-9 до 9 місяців. Температура 56 °С інактивує його за 20 хв, 37 °С за 4-10 добу, 22 °С за 50 діб. Вірус чутливий до ефіру і хлороформу, а розчини їдкого натру, формаліну і фенолу (1-2%-ві) інактивують збудника за 10 хвилин.

## Шляхи зараження
Джерелом збудника інфекції є хворі і перехворілі кішки, які є носієм вірусу протягом 8-9 міс після одужання. У дихальних шляхах кішок збудник виявляється протягом 50 днів. Можливе латентне носійство. Вірус виділяється з носовим секретом, виділеннями з очей та статевих органів, з молоком, сечею, калом, спермою. Шляхом передачі можуть бути інфіковане повітря, корми, предмети догляду, транспортні засоби, а також комахи, люди, які мали контакт з хворими тваринами. У природних умовах тварини заражаються в основному аерогенно. Поширенню хвороби сприяє знижена резистентність організму, перегрівання або переохолодження, неповноцінне годування і невідповідні умови утримання кішок.

## Клінічна картина
Інкубаційний період становить 3-8 днів. Хвороба протікає гостро, підгостро і хронічно. Зазвичай інфекційний ринотрахеїт протікає в гострій формі. У хворої кішки відзначається підвищення температури тіла до 40 °С протягом 2-3 днів, розвивається кон'юнктивіт, риніт, часто бувають рясні гнійні виділення з очей і носа, кашель, хрипота, а нерідко скупчення ексудату в глотці, яке призводить до блювоти. Можливо слинотеча і утворення дрібних виразок на верхній частині язика. Слизові оболонки носа, глотки, гортані різко набряклі, набряклі, часто гіперемовані (червоний ніс). У хворих тварин з'являється задишка (дихають з відкритим ротом). Прийом їжі і води утруднений. Одужання настає через 7-10 днів.
При хронічному перебігу хвороби відзначається атонія кишечника, що виражається в запорах. Риніт набуває хронічну форму і може реєструватися у кішки роками. Ринотрахеїт може ускладнюватися бронхітами і пневмонією, супроводжуватися виразками на шкірі, виразковий кератитом та розладом центральної нервової системи (тремтіння кінцівок, маніжні рухи). У вагітних кішок можливі викидні і народження мертвого приплоду.
Діагноз ставлять за клінічними симптомами та результатами лабораторного аналізу виділень з очей і носа. Ринотрахеїт необхідно диференціювати від каліцивіроза і реовіроза.

## Лікування
Хвору тварину необхідно помістити в тепле, без протягів приміщення. Хворих особин переводять на рідкі варені корми з рибних або м'ясних бульйонів, тепле молоко, каші, протерті овочі і варений яловичий, курячий або рибний фарш. З готових промислових кормів можна порекомендувати висококалорійну дієту в рідкому вигляді, тобто консерви.
З лікарських засобів ветеринарний лікар призначає, як правило, імуномодулятори, антибіотики широкого спектру дії (з метою запобігти розмноженню умовнопатогенної мікрофлори, що живе на слизових оболонках органів дихання і очей кішки), сульфаніламідні препарати. Для уникнення алергічних реакцій при прийомі антибіотиків можна давати кішці антигістамінні препарати. Підшкірно або внутрішньом'язово призначаються ін'єкції вітамінів групи В і аскорбінової кислоти.
На сьогоднішній день італійською компанією Candioli розроблено спеціалізовану харчову добавку Herpless на основі L-лізину для лікування герпесвірусної інфекції, а також інфекційного ринотрахеїту у кішок. Виготовляється у вигляді порошку (1) та таблеток (2), які ефективно зменшують симптоматику вірусу та блокують його розмноження. Рекомендують застосовувати препарат на перших стадіях інфекції, при хронічних випадках або повторних проявах герпесу вірусу. Препарат містить L-лізин, який якісно замінює аргінін у циклі продукування вірусу, і має чудову противірусну дію на організм котів і швидко блокує його поширення. Будь-яке лікування потребує консультації у ветеринарного лікаря.

## Профілактика
Для профілактики ринотрахеїту необхідно своєчасно робити профілактичні щеплення, дотримуватися ветеринарно-санітарних правил утримання кішок, відразу ж ізолювати хворих і прищеплювати здорових тварин. Після виявлення хворих особин слід провести дезінфекцію приміщень, обладнання та різних аксесуарів кішок 1-2%-ним розчином їдкого натру, 1-2%-ним розчином хлораміну.